# Пахта-Ой
«Пахта-Ой» — радянський чорно-білий художній фільм-казка 1952 року, знятий режисером Камілем Ярматовим на Ташкентській кіностудії.

## Сюжет
Фільм-казка про значення бавовни в житті людей, про боротьбу людини зі шкідниками бавовняних полів. Про пригоди юного натураліста Хасана і дівчинки Пахти-Ой.

## У ролях
- С. Тагірова — Пахта-Ой
- Ш. Ісмаїлов — Хасан
- Обід Джалілов — Гармсіль
- Асад Ісматов — Бобо-Мехнат

## Знімальна група
- Режисер — Каміл Ярматов
- Сценаристи — Віктор Віткович, Михайло Карюков
- Оператори — Михайло Карюков, Михайло Краснянський
- Композитор — Георгій Мушель